# Sempre Livre
Sempre Livre é uma banda brasileira de pop rock criada no Rio de Janeiro e formada só por mulheres.
O nome do grupo faz menção a uma marca célebre de absorventes femininos. O nome da banda foi criada Flávia Cavaca, que optou por algo que homens jamais usariam.

## História
O Sempre Livre venceu num território tradicionalmente masculino, o território do rock. Não são raras as intérpretes que incorporam o rock a seus repertório, mas, no Brasil, jamais se havia assistido à consagração de um grupo feminino em que suas integrantes cantam a agenda livre (...). Na matéria "Uma Batucada de Rock", de 1985, a revista Veja comentou sobre o sucesso até então inédito para um grupo feminino no Brasil, ao passo que no exterior já havia bandas similares a algum tempo, tais quais The Runaways e Girlschool.
Em 1984, o Sempre Livre lançou seu primeiro disco, intitulado Avião de Combate e produzido por Ruban, o mesmo produtor do grupo As Frenéticas. O vinil logo se tornaria um grande sucesso por causa da música tema "Eu Sou Free", uma parceria de Ruban com Patrícya Travassos, que se tornou um dos grandes sucessos da década de 80.
Em 1985, a vocalista Dulce Quental deixa a banda.
Em 1986, viria outro disco, Sempre Livre.
Em 1991, a banda volta com o disco Vícios de Cidade e uma formação que, da original, só mantinha a baterista.[carece de fontes?]
Em 2016, lançaram o novo álbum A Boa Moça.

## Formações

### Primeira (1984–1986)
- Dulce Quental (voz)
- Márcia Gonçalves (guitarra, violão e vocal)
- Flávia Cavaca (baixo e vocal)
- Lúcia Lopes (Bateria e vocal)
- Lelete Pantoja (teclado e vocal)

### Segunda (1986–1989)
- Tonia Schubert (voz)
- Rosana Piegaia (guitarra e vocal)
- Flávia Araújo (baixo e vocal)
- Lúcia Lopes (bateria)
- Sônia Bonfá (teclado e vocal)

### Terceira (1989–1990)
- Anne Duá (voz)
- Loyd (guitarra e vocal)
- Flávia Cavaca (baixo e vocal)
- Lúcia Lopes (bateria)
- Valéria de Souza (percussão)
- Denise Mastrangelo (teclado e vocal)

### Quarta (2010)
- Denise Mastrangelo (voz)
- Louise Rabello (guitarra e vocal)
- Lúcia Lopes (bateria)
- Cléo Boechat (teclado e vocal)

### Quinta (2015–atual)[2]
- Anne Duá (voz)
- Renata Prieto (guitarra e vocal)
- Flávia Cavaca (baixo e vocal)
- Leticia Andrade (bateria)
- Denise Mastrangelo (teclado e vocal)

## Discografia
- 1984 – Avião de Combate
- 1986 – Sempre Livre
- 1991 – Vícios de Cidade
- 2016 – A Boa Moça